# Claude Cahen
Claude Cahen (ur. 26 lutego 1909, zm. 18 listopada 1991) – francuski historyk i orientalista. 

## Życiorys
Był profesorem na Uniwersytecie w Strasburgu (1945-1959), a następnie na Sorbonie. Od 1967 wykładał na Uniwersytecie w Michigan. Od 1973 roku członek Akademii Inskrypcji i Literatury Pięknej. Specjalizował się w badaniach nad dziejami krajów islamu w średniowieczu. W latach 1930–1960 członek Francuskiej Partii Komunistycznej. 

## Wybrane publikacje
- La Syrie du Nord à l'époque des Croisades et la principauté franque d'Antioche, thèse de doctorat es-Lettres, Université de Paris, éditions P. Geuthner (1940). ASIN : B001D5E1AQ ASIN : B0018H4LZO
- Le régime féodal de l'Italie Normande, 145 pages, thèse complémentaire de l'Université de Paris, éditions P. Geuthner (1940). LCCN 42034209
- « L'histoire économique et sociale de l'Orient musulman médiéval », revue Studia Islamica, Paris (1955).
- « Les facteurs économiques et sociaux dans l'ankylose culturelle de l'Islam », in Classicisme et déclin culturel dans l'histoire de l'Islam, Symposium de Bordeaux (juin 1956), 396 pages, éditions Besson et Chantemerle (1957).
- « Mouvements populaires et autonomismes urbains dans l'Asie musulmane du Moyen Âge », revue Arabica, Brill Academic Publishers (1958-1959). Tiré à part de 91 pages (Part I, Arabica V, s. 225-250, Part II, Arabica VI, s.25-56, Part III, Arabica VI, s. 233-265) LC DS223 C24 1959
- « La changeante portée sociale de quelques doctrines religieuses », in L'élaboration de l'Islam, compte rendu du Colloque de Strasbourg sur l'Islam (juin 1959), 127 pages éditions PUF (1961).
- « Points de vue sur la Révolution abbaside », dans Revue historique (1963).
- Douanes et commerce dans les ports méditerranéens de l'Égypte médiévale (d'après al-Makhzumi. Minhaj), 314 pages, éditions E.J. Brill, Leiden, 1964.
- Preottoman Turkey, 458 pages, en anglais, éditions Sidg. & J, 1968. ISBN|028335254X|978-0283352546
  - traduction française augmentée : La Turquie pré-ottomane, 409 pages, Institut français d'études anatoliennes, éditions Varia Turcica (1988). ISBN|2906053066|978-2906053069
- « Baba Ishaq, Baba Ilyas, Hadjdji Bektash et quelques autres », dans Turcica, 1 (1969), s. 53-64.
- Turco-Byzantina et Oriens Christianus, Londres, Variorum Reprints, 1974.
- Les Peuples musulmans dans l'histoire médiévale, 496 pages, éditions Institut français de Damas (1977). ASIN : B0000E8UM0
- Makhzûmiyyât : Études sur l'histoire économique et financière de l'Égypte médiévale (1977), 225 pages, Brill Academic Publishers (1er août 1997).  ISBN|9004049274|978-9004049277
- Introduction à l'histoire du monde musulman médiéval VIIe-XVe, 216 pages, éditions Maisonneuve (nouv. éd, 1983). ISBN|2720010146|978-2720010149
- « djaych » (armée) et « hisba » (police des mœurs et des marchés), contributions à l'Encyclopédie de l'Islam, E.I.2, Brill Academic Publishers, respectivement : volume II (1986), s. 517-524 et volume III (1991), s. 503-510.
- Orient et Occident au temps des croisades, 302 pages (1983) (restitue les croisades dans le contexte d'une histoire méditerranéenne), éditions Aubier Montaigne (24 septembre 1992). ISBN|2700720164|978-2700720167
- L'Islam, des origines au début de l'Empire ottoman, poche, 413 pages (réédition mise à jour ), éditions Hachette Littérature (17 septembre 1997). ISBN|2012788521|978-2012788527